# Carles de Hessen-Kassel
Carles de Hessen-Kassel (alemany: Karl von Hessen-Kassel)  (Kassel, 19 de desembre de 1744 - Güby, 17 d'agost de 1836) fou un cadet membre de la casa de Hesse-Kassel i un general danès mariscal de camp. Criat amb familiars a la cort danesa, va passar la major part de la seva vida a Dinamarca, servint com a governador reial dels ducats bessons de Schleswig-Holstein de 1769 a 1836 i comandant en cap de l'exèrcit noruec de 1714 a 1714. Era fill de Frederic II de Hessen-Kassel (1720-1785) i de la seva primera dona la princesa Maria de Hannover de la Gran Bretanya (1723-1772), filla del rei Jordi II de Gran Bretanya.

## Biografia
El seu pare va deixar la família el 1747 i es va convertir al catolicisme, consumant el divorci el 1755. L'avi de Carles, Guillem VIII de Hessen-Kassel, va concedir el comtat de Hanau i els seus ingressos a la seva mare que, de tradició protestant, es va fer càrrec dels fills. El 1756 es van traslladar a Dinamarca, on establirien lligams matrimonials amb la família reial danesa. El 1763, el seu germà gran es va casar amb la Princesa Carolina, i tres anys després Carles es casaria amb la Princesa Lluïsa de Dinamarca.
El setembre de 1772, Carles va ser nomenat comandant en cap de l'exèrcit noruec i ell i Louise es van traslladar a Christiana. L'encàrrec va ser conseqüència del cop d'estat del rei Gustav III de Suècia el 19 d'agost de 1772 i la posterior perspectiva de guerra amb Suècia. Mentre estava a Noruega, la princesa Louise va donar a llum el seu quart fill Juliane el 1773. Tot i que Carles va tornar a Schleswig-Holstein el 1774, va continuar funcionant com a comandant en cap de l'exèrcit noruec fins al 1814. En el moment del seu retorn de Noruega, va ser nomenat mariscal de camp.
El 1788, l'atac suec a Rússia durant la Guerra russo-sueca va obligar Dinamarca-Noruega a declarar la guerra a Suècia d'acord amb les seves obligacions del tractat de 1773 amb Rússia. El príncep Carles va ser posat al comandament d'un exèrcit noruec que va envair breument Suècia a través de Bohuslän i va guanyar la Batalla del pont de Kvistrum. L'exèrcit s'estava apropant a Göteborg, quan es va signar la pau el 9 de juliol de 1789 després de la intervenció diplomàtica de Gran Bretanya i Prússia, que va posar fi a l'anomenada Guerra de l'Alingonberry. El 12 de novembre, l'exèrcit noruec es va retirar a Noruega. Durant la retirada, l'exèrcit danès-noruec va perdre entre 1.500 i 3.000 homes a causa de la fam, les malalties, les males condicions sanitàries i l'exposició a les pluges contínues de tardor. Més tard, el príncep Carles va ser criticat per la seva direcció de la campanya i, tot i que va continuar funcionant com a comandant en cap, havia perdut la seva popularitat a Noruega. Quan el príncep hereu i regent de Dinamarca-Noruega, el futur Frederick VI es va casar amb la filla gran de Carles, Marie Sophie, el 1790, va fer diversos intents infructuosos d'influir substancialment en les decisions del govern.
Carles va ser un notable mecenes del teatre i de l'òpera. Tenia el seu propi teatre al castell de Slesvig que anomenà Luisenlund en honor de la seva dona. Amb tot, bona part de la vida la va passar al castell de Gottorp amb la seva família. Durant diversos anys, va ser governador reial i comandant general dels ducats de Slesvig-Holstein. El 25 de gener de 1805, li va ser concedit el títol de langravi de Hessen, donat que el seu germà gran havia assumit un rang superior com a Príncep Elector.

## Matrimoni i fills
El 30 d'agost de 1766, Carles es va casar amb Lluïsa de Dinamarca (1750-1831), filla del rei Frederic V (1723-1766) i de la princesa Lluïsa de Gran Bretanya (1724-1751). El matrimoni va tenir sis fills:
- Maria Sofia (20 d'octubre de 1767 – 21 de març de 1852), casada amb el que seria rei de Dinamarca amb el nom de Frederic VI.
- Guillem (15 de gener de 1769 – 14 de juliol de 1772).
- Frederic (24 de maig de 1771 – 24 de febrer de 1845), casat amb Clara de Brockdorff.
- Julià (19 de gener de 1773 – 11 de març de 1860), abadessa protestant d'Itzehoe.
- Cristià (14 d'agost de 1776 – 14 de novembre de 1814)
- Lluïsa Carolina (28 de setembre de 1789 – 13 de març de 1867), casada amb el duc Guillem de Glücksburg (1785-1831).